# Rue des Tournelles (Reims)
Pour les articles homonymes, voir rue des Tournelles (homonymie).
La rue des Tournelles est une voie de la commune de Reims, située dans le département de la Marne, en région Grand Est.

## Situation et accès
Débutant rue Chanzy, elle aboutit rue du Cardinal-de-Lorraine.
La voie est à sens unique en légère montée.

## Origine du nom
Elle porte ce nom car elle devait abriter des artisans fabricants de tournelles, sortes de fuseaux des artisans du bois.

## Historique
La rue est citée sous ce nom en 1283 et en 1328.
En 1925, elle est prolongée jusqu'à la rue Chanzy.

## Bâtiments remarquables et lieux de mémoire
- Au n°1 : Il s’agit du premier exemple de l’architecture cubiste à Reims. Imaginée et habitée par Marc Margotin, fils de Léon Margotin, elle s’inscrit dans la tradition des maisons d’artistes d’avant-garde. ). Il est repris comme élément de patrimoine d’intérêt local[1]. Le bâtiment est classé Maison patrimoine du XXe [2].
- Au n°3 : Cette reconstitution en pierre comporte les éléments d’une maison du XVe siècle de la rue des Anglais - aujourd’hui rue Pol Neveux - notamment la tourelle à encorbellement. Elle est reprise comme élément de patrimoine d’intérêt local[3]. La maison est dite Maison des Anglais au no 3, elle fut déplacée entre depuis 1898 et terminée en 1900.
- Au n°5 : Maison en pans de bois, édifiée à la fin du second Empire, imitant une maison du XVe siècle, disparue en 1918, située sur la place des Marchés (actuelle place du Forum). Elle est reprise comme élément de patrimoine d’intérêt local[4].
- Au n°7 : Maison de ville du XVIIIe siècle en angle de rue avec une composition aléatoire de percement. Elle est reprise comme élément de patrimoine d’intérêt local[5].

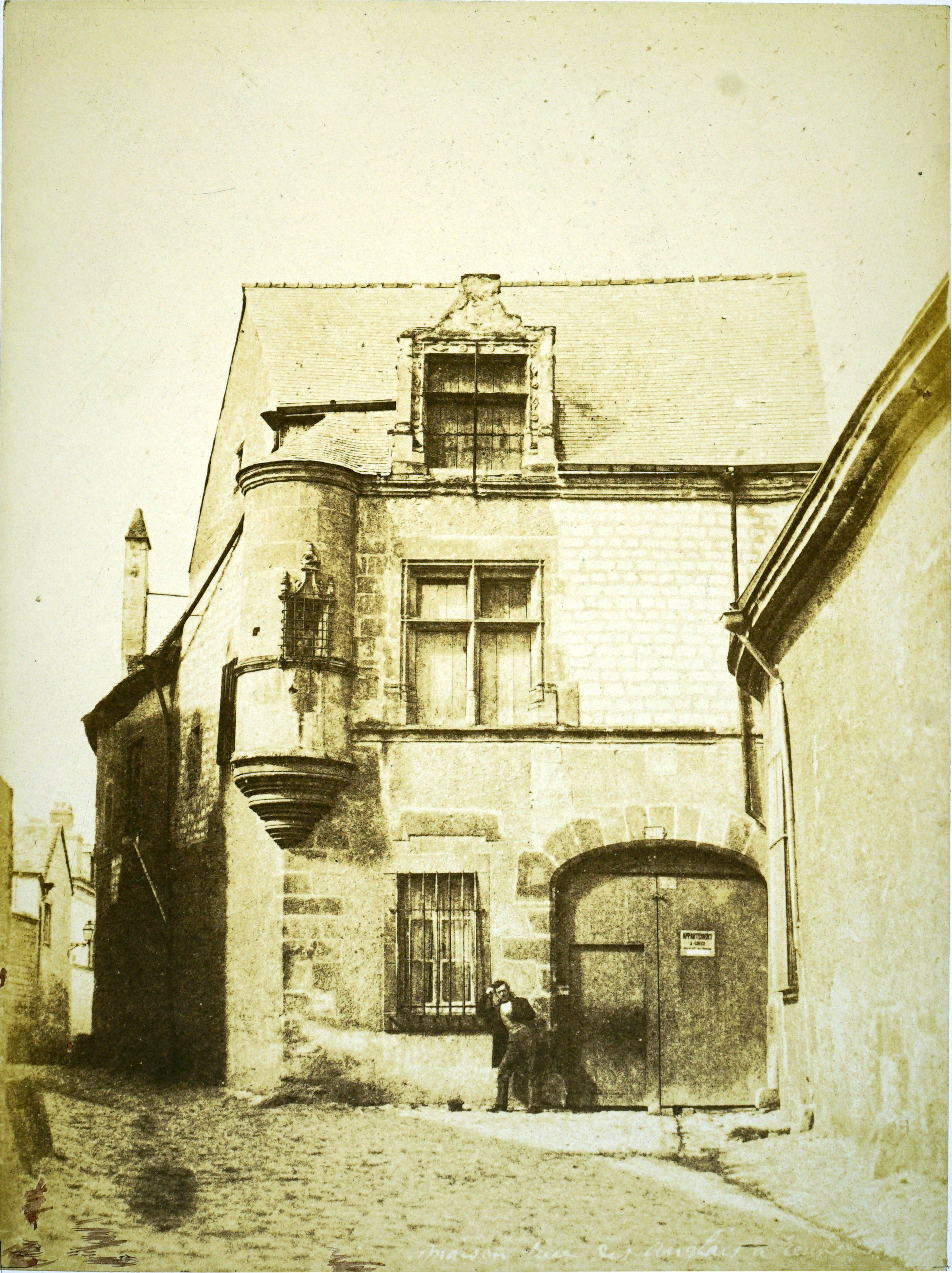
Maison des Anglais, photographie des frères Varin fin XIXe siècle, BM Reims, avant déplacement,
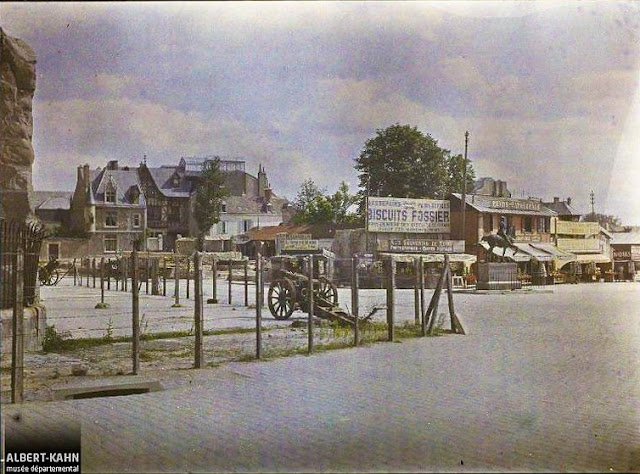
en 1922, déplacée
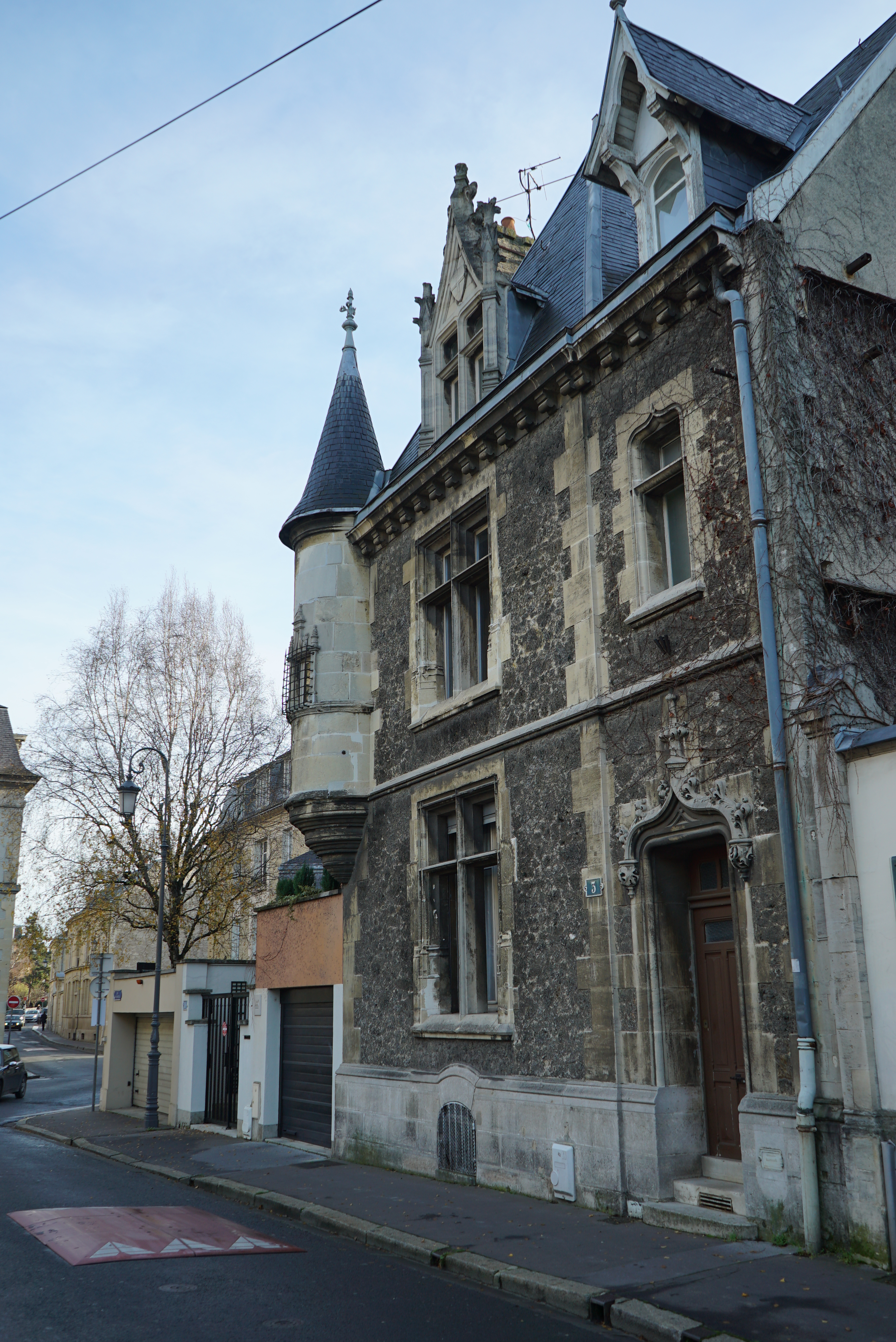
et aujourd'hui,
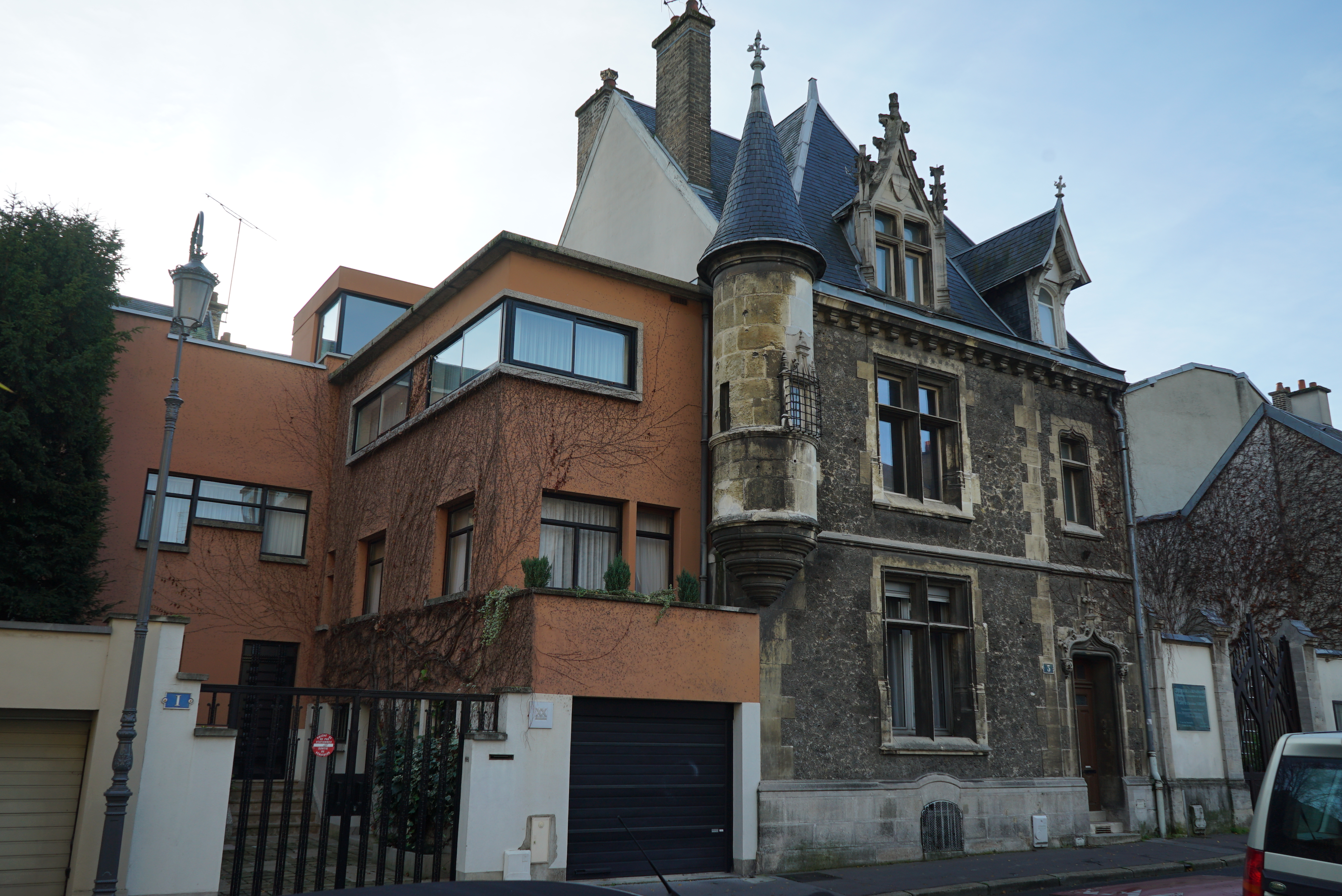
les deux maison du 1 et du 3.
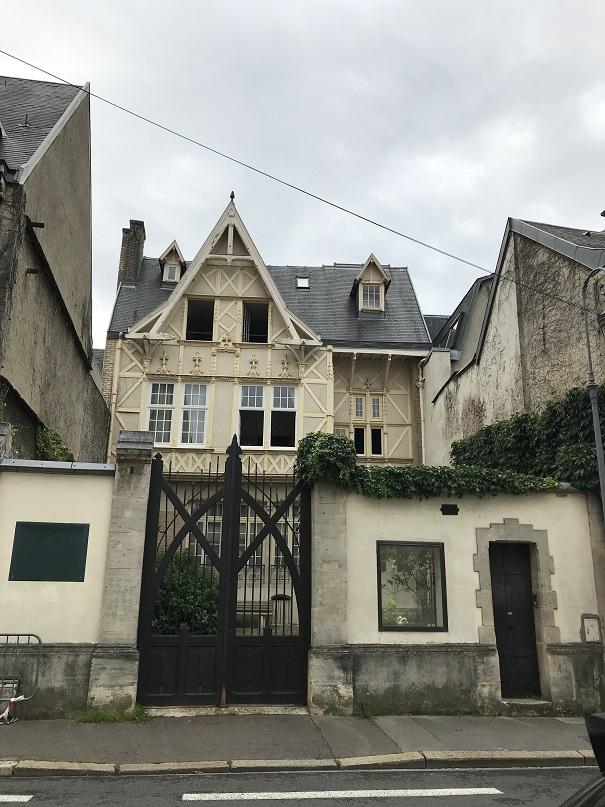
5 rue des Tournelles (Reims)
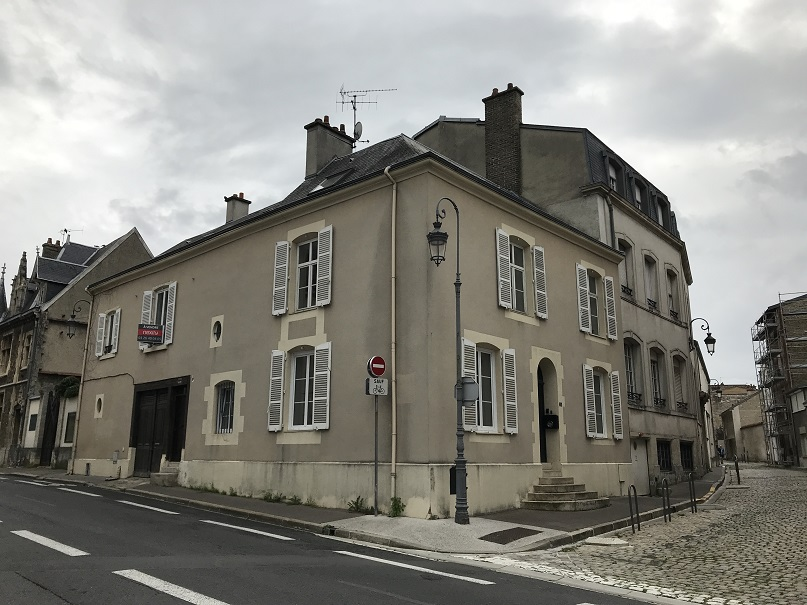
7 rue des Tournelles (Reims)